# 斑叶锦香草
斑叶锦香草（学名：Phyllagathis scorpiothyrsoides）为野牡丹科锦香草属下的一个种。

## 扩展阅读
- 維基物種上的相關：斑叶锦香草